# Delovni odnosi
Delovni odnosi so edinstveni medosebni odnosi, ki se razvijejo na delovnem mestu. Kvalitetni medosebni odnosi na delovnem mestu so ključnega pomena za produktivnost in uspešnost organizacije ter zadovoljstvo zaposlenih. Spodbujajo pripadnost delovni organizaciji in so pomemben motivacijski dejavnik za delo.
Za razvijanje in ohranjanje dobrih in učinkovitih odnosov na delovnem mestu je potrebno obvladati temeljne spretnosti komunikacije, medsebojnega poznavanja in zaupanja, medsebojnega sprejemanja in potrjevanja ter konstruktivnega reševanja konfliktov. K dobrim medosebnim odnosom na delovnem mestu prispevajo priznavanje različnosti, vzajemnost in sodelovalnost, omogočanje osebnega izražanja, dajanje in sprejemanje konstruktivnih povratnih informacij ter odsotnost vsiljevanja, nadlegovanja in zlorabe drugega 
Ločimo med institucionalnim in sponatnim načinom oblikovanja odnosov na delovnem mestu. Institucionalni način je temeljni način oblikovanja delovnih odnosov. Ljudje vstopajo v določeno delovno okolje, kjer se že nahajajo člani, ki opravljajo svoje poslovne in delovne naloge. S samim vstopom v to delovno okolje se oblikujejo odnosi. K tem odnosom pa se štejejo dolžnosti, pravice ter odgovornost pri delu zaposlenega. V spontani obliki pa delovni odnosi izvirajo iz osebnih vprašanj in težav posameznika. Na tak način se oblikujejo medosebni
odnosi med posamezniki, ki nastajajo v bolj neformalno obliki. Primer takega načina povezovanja med zaposlenimi je recimo druženje med malico ali odmori.